# Homolobus nepalensis
Homolobus nepalensis är en stekelart som beskrevs av Van Achterberg 1979. Homolobus nepalensis ingår i släktet Homolobus och familjen bracksteklar. Inga underarter finns listade i Catalogue of Life.